# Ljuba (mamut)
Lyuba (rus.: Люба) je mlada ženka vunastog mamuta (Mammuthus primigenius) koja je uginula prije oko 40 000 godina, u životnoj dobi od samo mjesec dana. Ona je daleko najbolje očuvana mumija mamuta na svijetu, čak i od Dime, mladog mužjaka koji je prije njezinog otkrića bio najbolje očuvan primjerak na svijetu.
Dobila je ime "Ljuba" (umanjenica od Ljubov' (Любовь) = "ljubav") prema ženi uzgajivača sobova i lovca Yurija Khudija koji ju je u svibnju 2007. otkrio na poluotoku Yamal na sjeveru Rusije. Mladunče je težilo 50 kg, bilo je visoko 85 cm i dugo 130 cm od repa do surle, što je otprilike veličina velikog psa.
Mladunče je izuzetno dobro očuvano; oči i surla su netaknuti, a očuvan je i dio krzna na tijelu. Ljuba je prenesena na Jikei University School of Medicine u Japanu na daljnje istraživanje koje je predviđalo i skeniranje računalnom tomografijom. Vjeruje se da se Ljuba ugušila zbog udisanja blata dok se borila da se izbavi iz blata u rijeci koju je njezino krdo prelazilo. Tvar slična glini koja ju je ugušila, također je onemogućila propadanje njezinih organskih tvari, pa je mladunče gotovo savršeno očuvano. Njezina koža i unutarnji organi bili su netaknuti pa su znanstvenici uspjeli pronaći mlijeko njezine majke u želucu. Pronašli su također i fekalije u želucu, što znači da je ona, kao i mladunčad današnjih slonova, povremeno konzumirala fekalije odraslih kako bi uspostavila normalnu floru bakterija u probavnom sustavu. One bi joj omogućile da se hrani biljkama. Dok su prijašnji, slabije očuvani primjerci izgledali izgladnjelo, Ljuba je za života bila vrlo zdrava, a njeni organi i koža su u savršenom stanju. Pregledom Ljubinih zuba znanstvenici se nadaju da će shvatiti što je izazvalo izumiranje životinja ledenog doba, koje se dogodilo krajem pleistocena prije 10 000 godina.
Presjeci lijeve mliječne kljove i jednog pretkutnjaka pokazali su da je potekla od mamuta koji su ponovo kolonizirali Sibir došavši s Aljaske preko Beringovog prolaza, nakon što su prvobitni sibirski mamuti bili istrijebljeni.

## Izložba
Ljuba je izložena kao stalna postava u Muzeju Shemanovskiy u gradu Salehard u Rusiji. Bila je središnjim dijelom izložbe "Mammoths and Mastodons: Titans of the Ice Age", koja je u 4 godine prikazala izložak u deset gradova Sjeverne Amerike i na drugim kontinentima. Neka od tih mjesta su Liberty Science Center u Jersey Cityju u jesen 2010. godine, Anchorage Museum, Missouri History Museum, Boston Museum of Science, Denver Museum of Nature and Science i San Diego Natural History Museum. Od travnja 2012. godine Ljuba je bila izložena na izložbi "IFC Baby Mammoth of the Ice Age Exhibition" u prostorima International Finance Centera u Hong Kongu.

## Vanjske poveznice
- Članak na National Geographicu  Arhivirana inačica izvorne stranice od 17. ožujka 2018. (Wayback Machine) 24. travnja 2009.
- Waking the Baby Mammoth dokumentarni video 21. travnja 2009.